# پیوتر پاوئوفسکی
پیوتر پاوئوفسکی (لهستانی: Piotr Pawłowski؛ ‏ ۱۹ اوت ۱۹۲۵ – ۲۷ فوریهٔ ۲۰۱۲) بازیگر اهل لهستان بود.
از فیلم‌ها یا برنامه‌های تلویزیونی که وی در آن نقش داشته‌است، می‌توان به سرنوشت‌های لهستانی، چقدر دور، چقدر نزدیک، سیل، رو در رو، فرعون و سربازان آزادی اشاره کرد.